# Zdeněk Tyc
Zdeněk Tyc (* 16. dubna 1956, Rokycany) je český filmový a televizní režisér a scenárista.

## Život a dílo
V letech 1983 až 1990 vystudoval režii na FAMU. Debutoval v roce 1989 filmem Vojtěch, řečený sirotek. V roce 1993 natočil film Žiletky a v roce 1995 film UŽ, který získal negativní cenu Plyšový lev. Nejúspěšnější byl zatím snímek Smradi z roku 2002, který získal sedm nominací na cenu Český lev a řadu dalších ocenění. Roku 2009 se na obrazovkách České televize objevil snímek Šejdrem v hlavní roli s Ivanem Trojanem. V roce 2009 byl do kin uveden Tycův film El Paso.
V roce 2006 získal spolu s Markétou Bláhovou 3. místo v soutěži Sazky pro Nejlepší nerealizovaný scénář (Eldorádo).

## Dokumenty
Spolupracoval na řadě pořadů s Českou televizí, např. cyklus Cizí slovo poezie (ve spolupráce s Jiřím Dědečkem, cyklus Ještě jsem tady (ve spolupráci s Terezou Brdečkovou), dokumentární trilogie Ano, Masaryk (podle scénáře Zdeňka Mahlera) nebo dokument Dvořák v Americe (podle scénáře Zdeňka Mahlera). V rámci cyklu 13. komnata vytvořil portréty Evy Holubové, Evy Pilarové a Jaroslava Hutky.

## Filmografie
- 1986 Vlček
- 1989 Vojtěch, řečený sirotek
- 1994 Žiletky
- 1994 Historky od krbu (televizní seriál)
- 1995 UŽ
- 2002 Smradi
- 2004 Víkend (televizní film)
- 2004 Náhodička (televizní film)
- 2004 Don Juán (televizní film)
- 2005 3 plus 1 s Miroslavem Donutilem (televizní seriál)
- 2005 Ivánku, kamaráde, můžeš mluvit?, záznam divadelní hry
- 2006 Nadměrné maličkosti: Jubileum, krátký televizní film
- 2008 Šejdrem (televizní film)
- 2008 Malé oslavy
- 2008 El Paso
- 2013 Jako nikdy, námět a spolupráce na scénáři: Markéta Bidlasová, hlavní role: Petra Špalková, Taťjana Medvecká, Jiří Schmitzer[1]